# Крижанівська Інна Іларіонівна
Інна Іларіонівна Крижанівська (12 (25) червня 1913, Черкаси — 30 листопада 2004) — український терапевт, доктор медичних наук, професор (з 1959 року).

## Біографія
Народилася 12 (25 червня) 1913 року в місті Черкасах в родині вчителів. Після закінчення школи вступила до Дніпропетровського медичного технікуму, який закінчила з відзнакою. За направленням працювала фельдшером на заводі імені Петровського. Як відмінниця, без екзаменів, була прийнята на лікувальний факультет Дніпропетровського медичного інституту і в 1938 році отримала диплом також з відзнакою.
По закінченні навчання працювала лікарем-ординатором, завідувачем терапевтичним відділенням Ігренської психіатричної лікарні у Дніпропетровську, з 1940 року — головним лікарем обласної лікарні у місті Чернівцях. Влітку 1941 року переїхала до Сімферополя і вступила до клінічної ординатури кафедри внутрішніх хвороб Кримського медичного інституту. Під час німецько-радянської війни, разом з двома малолітніми синами була евакуйована спочатку до Краснодарського краю, а потім до Грузії, де вона працювала сільським дільничим лікарем.
У 1943 році з сім'єю повернулася до відвойованого Дніпропетровська, почала працювати лікарем-ординатором, потім завідувачем терапевтичного відділення обласної клінічної лікарні імені І. І. Мечникова. У 1944 році вступила в ряди ВКП(б). З 1947 року працювала асистентом кафедри факультетської терапії. У 1953 році захистила кандидатську дисертацію, у 1957 році — докторську на тему: «До оцінки лікувальної дії вітаміну В1 при хронічній недостатності кровообігу у світлі обмінних процесів».
З 1956 до 1957 рік завідувала кафедрою факультетської терапії-2 Дніпропетровського медичного інституту, а у 1957–1959 роках — кафедрою факультетської та госпітальної терапії медичного факультету Улан-Баторського держуніверситету. Побувала у Монголії ще двічі:
- у 1969 році протягом 20 днів консультувала важких хворих, читала лекції лікарям;
- у 1976 році брала участь у з'їзді медичних працівників, присвяченому 55-річчю охорони здоров'я у МНР.

З 1959 по 1989 рік очолювала кафедру госпітальної терапії Дніпропетровського медичного інституту, з 1989 року — професор-консультант кафедри. З 1959 року — проректор з навчальної роботи, а з серпня 1964 до липня 1981 року працювала на посаді ректора Дніпропетровського медичного інституту. Під її керівництвом було створено два нових факультети: стоматологічний і факультет удосконалення лікарів, побудовано п'ять будівель студентських гуртожитків.
Померла 30 листопада 2004 року. Похована у Дніпропетровську на Запорізькому кладовищі.

## Наукова діяльність
Автор і співавтор понад 300 праць, в тому числі 11 монографій, в галузі захворювань серцево-судинної системи. Створила кардіологічну школу. Займалася вивченням бронхіальної астми, тромбоутворення, профпатології, патології печінки, виразкової хвороби, дифузійних захворювань сполучної тканини, цукрового діабету, розвинула систему виховання студентської молоді.
Під її керівництвом виконано 9 докторських і 49 кандидатських дисертацій.

## Громадська діяльність

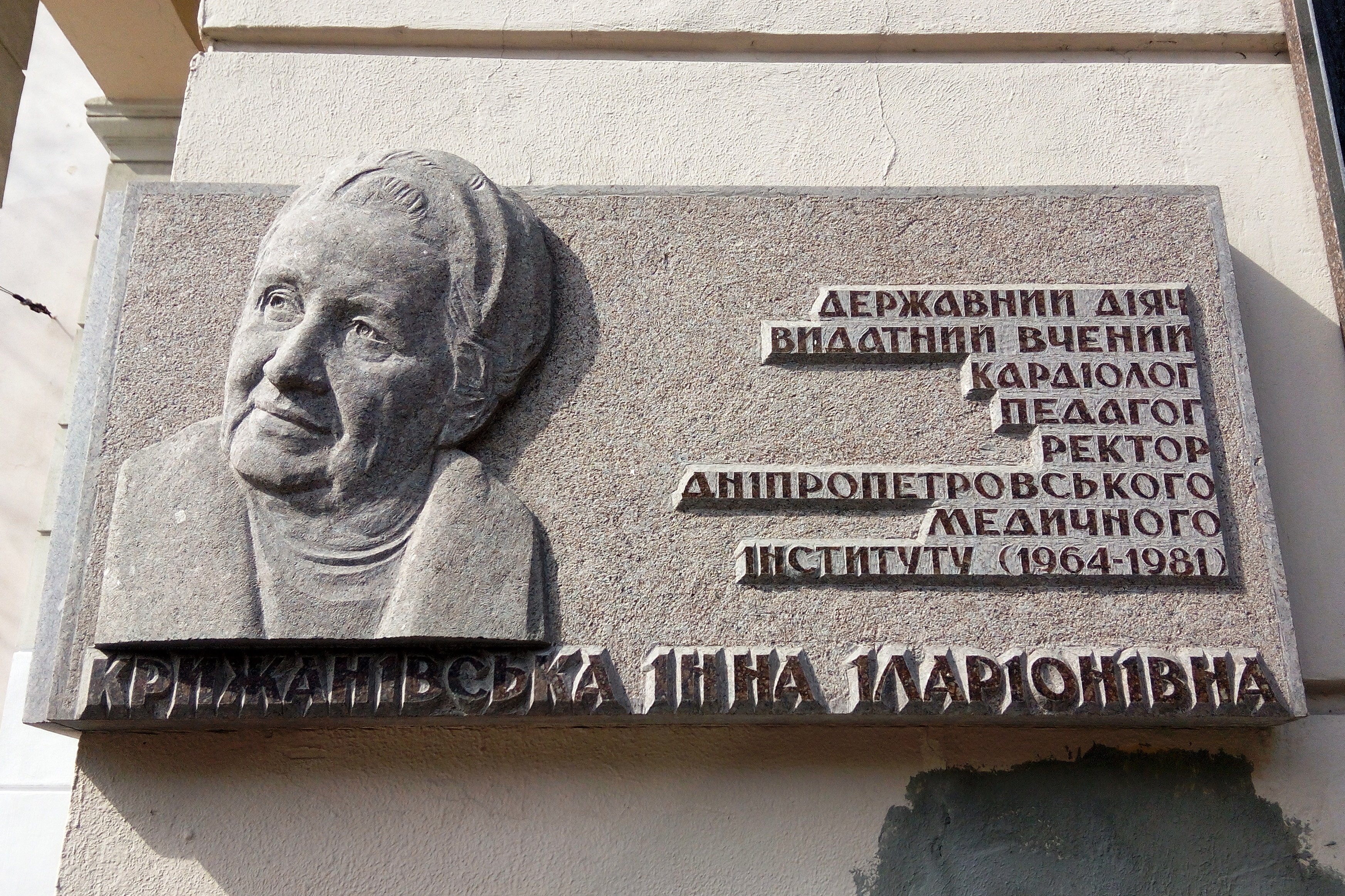
Меморiальна дошка I. I.Крижанiвської в Днiпрi

Обиралась депутатом Верховної Ради УРСР 7—8 скликань (1967–1975 роки), депутатом Дніпропетровської обласної ради, заступником голови Комітету радянських жінок, головою правління обласного комітету Радянського Фонду миру, головою правління обласного товариства терапевтів, членом правління республіканського наукового товариства терапевтів, головою ради Будинку вчених та членом народного музею історії Дніпропетровського медичного інституту.

## Відзнаки
Заслужений діяч науки УРСР (з 1968 року), заслужений працівник вищої школи УРСР, «Відмінник охорони здоров'я».
Нагороджена орденом Леніна, двома орденами Трудового Червоного Прапора, орденами Жовтневої Революції, Дружби народів та княгині Ольги ІІІ ступеня, сімома медалями, зокрема: «За доблесну працю у Великій Вітчизняній війні 1941–1945 рр.» (1946), «Ветеран праці», срібною медаллю ВДНГ України.
Її ім'я занесено до видання «Жінки України».